# امبالاتنی
امبالاتنی (به لاتین: Ambalatany) یک سکونتگاه مسکونی در ماداگاسکار است که در آتسیمو-آتسینانانا واقع شده‌است.

## خصوصیات
امبالاتنی ۱۶٬۰۰۰ نفر جمعیت دارد و ۳۶ متر بالاتر از سطح دریا واقع شده‌است.